# Lorenzo Serres
Lorenzo Serres (* 28. Mai 1998) ist ein französischer Radrennfahrer, der sich im Mountainbikesport auf die Disziplin Cross-Country Eliminator spezialisiert hat.

## Sportlicher Werdegang
Nachdem durch die Union Cycliste Internationale der Mountainbike-Eliminator-Weltcup 2017 ins Leben gerufen wurde, gewann Serres das erste Rennen der neuen Serie in Volterra und erzielte damit seinen ersten Weltcup-Sieg. In der Saison 2018 folgte ein zweiter Weltcup-Erfolg erneut in Volterra, 2021 der dritte Sieg in Oudenaarde. In der Weltcup-Gesamtwertung wurde er 2017 und 2020 jeweils Zweiter und 2018 Dritter.
In der Saison 2017 stand Serres bei den Eliminator-Weltmeisterschaften als Dritter das erste Mal auf dem Podium bei internationalen Meisterschaften. 2018 gewann er erneut Bronze bei den Weltmeisterschaften und Silber bei den Mountainbike-Europameisterschaften, 2019 und 2021 nochmals Bronze bei den Europameisterschaften. 2023 wurde er erstmals französischer Meister.

## Erfolge
2017
- Weltmeisterschaften – Eliminator XCE
- ein Weltcup-Erfolg – Eliminator XCE

2018
- Weltmeisterschaften – Eliminator XCE
- Europameisterschaften – Eliminator XCE
- ein Weltcup-Erfolg – Eliminator XCE

2019
- Europameisterschaften – Eliminator XCE

2021
- Europameisterschaften – Eliminator XCE
- ein Weltcup-Erfolg – Eliminator XCE

2023
- Französischer Meister – Eliminator XCE
- Weltmeisterschaften – Eliminator XCE

2024
- ein Weltcup-Erfolg – Eliminator XCE